# L'amore possiede il bene
L'amore possiede il bene è un brano musicale della cantante italiana Giusy Ferreri. Il medesimo è stato reso disponibile in download digitale dal 19 febbraio 2014 ed è contenuto nell'album in studio L'attesa, che è stato pubblicato il 25 marzo 2014.

## Sanremo ed il brano
Il brano vede come compositori Niccolò Verrienti e Roberto Casalino e quest'ultimo come autore.  Il medesimo è stato presentato al Festival di Sanremo 2014 da Giusy Ferreri come primo brano nella sezione Campioni del Festival di Sanremo 2014.
Il brano, presentato durante la prima serata della manifestazione canora, non ha passato il turno, in favore del secondo inedito presentato dalla cantante durante la votazione combinata di giuria e televoto. Il brano ha ottenuto il 43% delle preferenze contro il 57% del secondo inedito,  Ti porto a cena con me.

## Tracce
Download digitale
Testi e musiche di Roberto Casalino e Niccolò Verrienti; edizioni musicali Sony Music.
1. L'amore possiede il bene – 3:33

## Classifiche
| Classifica (2014) | Posizione massima |
| ----------------- | ----------------- |
| Italia            | 52                |